# Nozay (Aube)
Nozay é uma comuna francesa na região administrativa de Grande Leste, no departamento de Aube. Estende-se por uma área de 15,75 km². Em 2010 a comuna tinha 153 habitantes (densidade: 9,7 hab./km²).